# Raiffeisenbank Ehekirchen-Oberhausen
Die Raiffeisenbank Ehekirchen-Oberhausen eG ist eine Genossenschaftsbank mit Sitz in der bayerischen Gemeinde Ehekirchen im Landkreis Neuburg-Schrobenhausen.

## Geschichte
Die heutige Raiffeisenbank Ehekirchen-Oberhausen eG wurde im Jahr 1891 in Oberhausen gegründet und entstand im Jahr 2008 durch die Fusion der Raiffeisenbank Ehekirchen-Weidorf eG mit dem Sitz in Ehekirchen mit der Raiffeisenbank Ober-Unterhausen-Sinning eG mit dem Sitz in Oberhausen. Die Raiffeisenbank Ehekirchen-Weidorf eG wiederum entstand im Jahr 1998 durch die Fusion der Raiffeisenbank Ehekirchen eG mit der Raiffeisenbank Weidorf eG (beide mit dem Sitz in Ehekirchen). 
Im Jahr 1978 fusionierte die Raiffeisenbank Ober- und Unterhausen eG mit der Raiffeisenbank Sinning eG zur Raiffeisenbank Ober-Unterhausen-Sinning eG (beide mit dem Sitz in Oberhausen). Die Raiffeisenkasse Ehekirchen eG fusionierte 1974 bereits mit der Raiffeisenkasse Hollenbach bei Neuburg/Donau eG mit dem Sitz in Hollenbach.

## Rechtsverhältnisse
Die Raiffeisenbank Ehekirchen-Oberhausen eG ist im Genossenschaftsregister beim Amtsgericht Ingolstadt unter GnR 100151 eingetragen.

## Organisationsstruktur
Rechtsgrundlagen sind das Genossenschaftsgesetz und die durch die Generalversammlung beschlossene Satzung. Organe der Bank sind der Vorstand, der Aufsichtsrat und die Generalversammlung.

## Sicherungseinrichtung
Die Raiffeisenbank Ehekirchen-Oberhausen eG ist der amtlich anerkannten Sicherungseinrichtung des Bundesverbandes der Deutschen Volksbanken und Raiffeisenbanken GmbH und der zusätzlichen freiwilligen Sicherungseinrichtung des Bundesverbandes der Deutschen Volksbanken und Raiffeisenbanken e.V. angeschlossen.

## Geschäftsausrichtung
Die Raiffeisenbank Ehekirchen-Oberhausen eG betreibt das Universalbankgeschäft. Im Verbundgeschäft arbeitet sie mit der DZ Bank, R+V Versicherung, Bausparkasse Schwäbisch Hall, Teambank, VR Leasing, DZ Hyp und der Union Investment zusammen.

## Geschäftsgebiet
Das Geschäftsgebiet liegt im Westen des Landkreises Neuburg-Schrobenhausen.
An diesen Orten betreibt die Bank Filialen:
- Ehekirchen (Hauptstelle, jur. Sitz)
- Oberhausen (Geschäftsstelle)

In Ehekirchen und Weidorf werden Standorte der firmeneigenen Raiffeisen-Warenhandels-Gesellschaft unterhalten.